# Ostthüringisch-Vogtländische Hochflächen
Die Ostthüringisch-Vogtländischen Hochflächen sind eine naturräumliche Untereinheit des Thüringer Schiefergebirges. Üblich ist auch die Bezeichnung Ostthüringer Schiefergebirge. Der Teil der Hochfläche westlich und zwei Teilbereiche östlich der Saale bilden eine Landschaft im Naturpark Thüringer Schiefergebirge-Obere Saale.

## Landschaft

Mittelwerte der Niederschlagsmengen 1961–1990 für Bernsgrün

Die fast ausschließlich in Thüringen (hauptsächlich Saale-Orla-Kreis und Landkreis Greiz) gelegenen Ostthüringisch-Vogtländischen Hochflächen stellen den nordwestlichen Teil des naturräumlichen Vogtlandes dar. Sie ziehen sich vom Ronneburger Acker- und Bergbaugebiet östlich Geras längs des Südostrandes des Thüringer Beckens nach Südwesten bis zum Rumpf des Thüringer Schiefergebirges zwischen Saalfeld und Blankenstein. Neben den erwähnten Landkreisen haben die Hochflächen im äußersten Westen auch Anteil am Landkreis Saalfeld-Rudolstadt, ebenfalls Thüringen, und im Osten am äußersten Westen des Vogtlandkreises, Sachsen. Während die Landschaft im Handbuch der naturräumlichen Gliederung Deutschlands dem naturräumlichen Vogtland, einer Puffer-Einheit zwischen dem hercynischen Thüringisch-Fränkischen Mittelgebirge und dem variszischen Erzgebirge, zugeordnet wird, wurde es in Gliederungen der DDR meist als Teil des Thüringer Schiefergebirges aufgefasst.
Wellige Hochflächen, vorwiegend landwirtschaftlich genutzt, bieten eindrucksvolle Panoramablicke, die Besonderheit dieser hohen und offenen Landschaft. Besonders charakteristische Landschaftsmerkmale im Osten des Schiefergebirges sind Diabaskuppen, wie der Pöhlde oder der Hübel, mit ihren Waldschöpfen. Sie bestehen aus vulkanischen Gesteinen, Diabasen, die härter als das umgebende Gestein sind und deshalb langsamer verwittern, wodurch die typischen Kuppen entstehen. Typisch für das Gebiet sind auch die flachen Talmulden und die großflächigen Rodungsinseln um die Dörfer. Im Vergleich zum Hohen Thüringer Schiefergebirge ist das Klima weniger rau. Die meteorologischen Werte liegen eher im Durchschnitt Thüringens.
Vor allem im offenen Gelände kommt der Feldhase vor, auf weiten Wiesen und Äckern, welche er im Oberland verbreitet vorfindet. Der Bestand an Feldhasen ist durch die intensive Landbewirtschaftung rückgängig. Charakteristisch für diesen Naturraum sind schöne alte Alleen. Auch die Deutsche Alleenstraße durchzieht diese Landschaft von Ziegenrück kommend über Bad Lobenstein in Richtung Vogtland. Fledermäuse, wie das Große Mausohr, nutzen verlassene Stollen als Überwinterungsquartier, da hier gleichmäßige Temperaturen herrschen. Im Sommer bewohnen sie Dachböden, Scheunen oder Kirchen und sind im ganzen Gebiet zu beobachten.
Typisch für die Kulturlandschaft sind alte Rodungsdörfer um die bescheidenen 
Reußischen Residenzen Greiz, Schleiz und Lobenstein.

## Lage und Grenzen
Unmittelbar nördlich von Greiz findet sich die Nahtstelle zwischen den Ostthüringisch-Vogtländischen Hochflächen im engeren Sinne im Westen, seinem Nordausläufer Ronneburger Acker- und Bergbaugebiet im Nord(ost)en und dem Mittelvogtländischen Kuppenland als dem zentralen Teil des naturräumlichen Vogtlandes im Süden.
Ab hier verläuft die Grenze zwischen Hochflächen und Kuppenland in südwestliche Richtungen über westlich Plauens und den äußersten Westen des Vogtlandkreises, um ab Hirschberg das Tal der Saale bis zur Mündung der Selbitz bei Blankenstein zu begleiten. Jenseits der Saale zählen auch kleinere Gebiete im äußersten Norden des Landkreises Hof zum Naturraum.
Von der Selbitz-Mündung aus wiederum zieht sich die Grenze der Ostthüringisch-Vogtländischen Hochflächen zu Frankenwald und Schwarza-Sormitz-Gebiet – beides Teile des Thüringer Schiefergebirges – Richtung Nordwesten bis südlich Saalfelds, wo das Tal der Saale wieder erreicht wird.
Von Saalfeld aus zieht sich die Nordwestgrenze der Hochflächen längs der Orlasenke bis Triptis und weiter längs des Südostens der Saale-Elster-Sandsteinplatte bis Gera – beide zuletzt erwähnten Naturräume sind Haupteinheiten des Thüringer Beckens (mit Randplatten).
Das Tal der Weißen Elster von Gera flussaufwärts nach Südosten über Wünschendorf und Berga bis nördlich von Greiz bildet die (noch innerhalb liegende) Nordostgrenze zum Ronneburger Acker- und Bergbaugebiet.

## Naturräumliche Gliederung
Die naturräumliche Haupteinheit wird nach dem Handbuch der naturräumlichen Gliederung Deutschlands wie folgt zugeordnet und enthält neben seinem Kernland die nachfolgend aufgezählten Unter-Naturräume:
- zu 41 Vogtland (1884 km² laut Handbuch)
  - 410 Ostthüringisch-Vogtländische Hochflächen
    - Ronneburger Acker- und Bergbaugebiet (190 km² laut BfN)
    - Plothener Teichplatte (83 km² laut TLUG)
    - Oberes Saaletal zwischen Hirschberg und Saalfeld (insgesamt 263 km² innerhalb Thüringens laut TLUG)

### Ostthüringer Schiefergebirge–Vogtland
In der vom Handbuch abweichenden, innerthüringischen Gliederung Die Naturräume Thüringens der Thüringer Landesanstalt für Umwelt und Geologie (TLUG) wird mit der 1148 km² umfassenden Einheit Ostthüringer Schiefergebirge–Vogtland in der Hauptsache die hiesige Haupteinheit abzüglich der oben aufgeführten Unter-Naturräume bezeichnet. Dabei werden die kleinen Randanteile am Mittelvogtländischen Kuppenland (v. a. bei Greiz) „eingemeindet“ und die Gesamtlandschaft der Über-Einheit Thüringer Gebirge zugerechnet, die auch den Thüringer Wald, das eigentliche Thüringer Schiefergebirge und die Thüringer Randanteile am Frankenwald enthält.